# Обава (річка)
Оба́ва — річка в Українських Карпатах, у межах Мукачівського району Закарпатської області. Ліва притока Визниці (басейн Латориці).

## Опис
Довжина 16 км, площа басейну 28,5 км². Похил річки 46 м/км. Річка типово гірська. Долина вузька і глибока, переважно заліснена (крім пониззя). Заплава у верхів'ях відсутня. Річище слабозвивисте. У пониззі тече долиною річки Латориці.

## Розташування
Обава бере початок на північ від села Дубино, при південно-західних схилах гори Обавський Камінь (масив Синяк). Тече переважно на південь, у пониззі — на південний захід (паралельно до Латориці). Впадає до Визниці в межах смт Кольчино. 
Над річкою розташовані населені пункти: Дубино (частково), Обава, смт Чинадійово, смт Кольчино.